# 新西兰英语
传统上，新西兰英语非常接近英國英語，拼写也一直遵循英國英語的习惯。紐西蘭作为一个大英國協王國、英联邦国家，使用很多官方正式用词的时候，都需要参考到英国王室、紐西蘭君主之官方用词。
近年来因为受到美国文化的影响——年轻一代中日常语言糅杂了美式用法或美国俚语。
拼寫上，许多正式的紐西蘭英语辭彙的用法，與英國英語和澳洲英語一樣，以正统的英国英语作为标准，而不是和大多数美国人的说法相同。例如，紐西蘭拼寫為centre, colour, harbour, defence, grey, favourite, organisation，而非美國拼寫的center, color, harbor, defense, gray, favorite, organization。
发音上一个显著的特点是倾向于把「e」发成与「i」相近——如「bed」发成「bid」、「sex」发成「six」、「head」发成「heed」等。
同时，新西兰英语将「i」发成与「u」相似，比如「milk」发成「mulk」
另外跟澳洲英语相似，新西兰英语每句话结尾通常用升调。